# Hang Ma
Hang Ma là nhóm hang ở vùng rìa phía tây thị trấn Hồi Xuân huyện Quan Hóa tỉnh Thanh Hóa, Việt Nam.
Hang thuộc dạng karst ở sườn phía nam của núi Hang Ma  nằm ven bờ bắc của sông Luồng, một phụ lưu quan trọng của Sông Mã ở Thanh Hóa. Núi Hang Ma là núi đá vôi cao 565 m. Các hang ở đây gồm có hang nước sông Luồng, và hang trên núi là nơi có quan tài cổ.
Tên gọi "Hang Ma" hình thành do người Thái trước đây đã an táng người chết trong các hang trên lưng chừng núi, và từ đó gọi theo tiếng Thái là "Thẩm Phi", có nghĩa là Hang Ma.
Hang Ma ở vùng giáp ranh thị trấn Hồi Xuân với xã Nam Xuân cùng huyện, nên một số văn liệu giới thiệu hang ở xã Nam Xuân.

## Vị trí
Tiếp cận Hang Ma cần theo quốc lộ 15 đến thị trấn Hồi Xuân, huyện lỵ huyện Quan Hóa. 20°23′23″B 105°05′40″Đ / 20,389708°B 105,094402°Đ Tại thị trấn qua cầu Hồi Xuân vượt sông Mã, theo Đường tỉnh 520 đi về hướng tây nam cỡ 3 km, thì thuê đò vượt sông Luồng để đến Hang Ma.

## Truyền thuyết
Theo lời truyền thì phần hang ở sông Luồng trước đây 15 năm từng là một "kho cá" khổng lồ, với đủ các loại cá quý, như cá lăng, chiên, dầm xanh, đặc biệt là cá dóc, loài "cá thần" nổi tiếng xứ Thanh, với suối cá độc đáo còn ở Cẩm Thủy cách Quan Hóa không xa. Một người dân còn kể lại hồi những năm 1980 họ "đốt đuốc, lội suối trong động, mà phải rẽ cá để có chỗ đặt chân, bởi cá nhiều hơn cả nước, cứ lúc nhúc như trong chậu".